# Věty o izomorfismu
Věty o izomorfismu (Noetherové věty o izomorfismu) jsou v abstraktní algebře, oboru matematiky, matematické věty, které popisují vztah mezi faktorovými algebrami, homomorfismy a podobjekty. Věty existují ve verzích pro grupy, okruhy, vektorové prostory, moduly, Lieovy algebry a jiné algebraické struktury. V univerzální algebře lze věty o izomorfismu zobecnit na kontext algeber a kongruencí.

## Historie
Věty o izomorfismu formulovala v určité obecnosti pro homomorfismy modulů Emmy Noetherová ve svém článku Abstrakter Aufbau der Idealtheorie v algebraischen Zahl- und Funktionenkörpern, který byl publikován v roce 1927 v Mathematische Annalen. Méně obecné verze těchto vět lze nalézt v práci Richarda Dedekinda a ve starších odborných článcích E. Noetherové.
O tři roky později publikoval B.L. van der Waerden svoji vlivnou Moderne Algebra, první učebnici abstraktní algebry, která k tématu přistupovala pomocí grup, okruhů a těles. Van der Waerden uvedl jako hlavní pramen přednášky Noetherové o teorii grup a přednášky Emila Artina o algebře, jakož i seminář o ideálech, který vedli Artin, Wilhelm Blaschke, Otto Schreier a sám van der Waerden. Explicitně se jedná o tři věty o izomorfismu nazývané věta o homomorfismu a dva zákony izomorfismu při aplikaci na grupy.

## Grupy
Následuje prezentace vět o izomorfismu grup.

### Věta A (grupy)

Diagram základní věty o homomorfismu

Nechť G a H jsou grupy, a nechť f : G → H je grupový homomorfismus. Pak:
1. Jádro homomorfismu f je normální podgrupa grupy G,
2. Obraz homomorfismu f je podgrupa grupy H, a
3. Obraz homomorfismu f je izomorfní s faktorovou grupou G / ker(f).

Speciálně pokud f je surjektivní pak H je izomorfní s G / ker(f).
Tato věta se obvykle nazývá první věta o izomorfismu.

### Věta B (grupy)

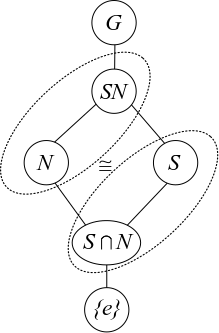
Diagram pro větu B4. Dvě faktorové grupy (tečkované) jsou izomorfní.

Nechť {\displaystyle G} je grupa. Nechť {\displaystyle S} je podgrupa grupy {\displaystyle G}, a nechť {\displaystyle N} je normální podgrupa grupy {\displaystyle G}. Pak platí:
1. Součin {\displaystyle SN} je podgrupa grupy {\displaystyle G},
2. Podgrupa {\displaystyle N} je normální podgrupa grupy {\displaystyle SN},
3. Průnik {\displaystyle S\cap N} je normální podgrupa podgrupy {\displaystyle S}, a
4. Faktorové grupy {\displaystyle (SN)/N} a {\displaystyle S/(S\cap N)} jsou izomorfní.

Technicky není nezbytné, aby {\displaystyle N} byla normální podgrupa, pokud {\displaystyle S} je podgrupa normalizátoru podgrupy {\displaystyle N} v {\displaystyle G}. V tomto případě {\displaystyle N} není normální podgrupou grupy {\displaystyle G}, ale {\displaystyle N} je stále normální podgrupou součinu {\displaystyle SN}.
Tato věta se někdy nazývá druhá věta o izomorfismu,, anglicky diamond theorem nebo parallelogram theorem.
Aplikace druhé věty o izomorfismu identifikuje projektivní lineární grupy: například grupa na Riemannově sféře vychází z {\displaystyle G=\operatorname {GL} _{2}(\mathbb {C} )}, grupa invertovatelných matic 2 × 2 komplexních čísel vychází z {\displaystyle S=\operatorname {SL} _{2}(\mathbb {C} )}, podgrupa matic s determinantem 1, a {\displaystyle N} normální podgrupa skalární matice {\displaystyle \mathbb {C} ^{\times }\!I=\left\{\left({\begin{smallmatrix}a&0\\0&a\end{smallmatrix}}\right):a\in \mathbb {C} ^{\times }\right\}}, máme {\displaystyle S\cap N=\{\pm I\}}, kde {\displaystyle I} je jednotková matice, a {\displaystyle SN=\operatorname {GL} _{2}(\mathbb {C} )}. Pak druhá věta o izomorfismu říká, že:
{\displaystyle \operatorname {PGL} _{2}(\mathbb {C} ):=\operatorname {GL} _{2}\left(\mathbb {C} )/(\mathbb {C} ^{\times }\!I\right)\cong \operatorname {SL} _{2}(\mathbb {C} )/\{\pm I\}=:\operatorname {PSL} _{2}(\mathbb {C} )}

### Věta C (grupy)
Nechť {\displaystyle G} je grupa, a {\displaystyle N} normální podgrupa grupy {\displaystyle G}.
Pak
1. Pokud {\displaystyle K} je podgrupa grupy {\displaystyle G} taková, že {\displaystyle N\subseteq K\subseteq G}, pak {\displaystyle G/N} má podgrupu izomorfní s {\displaystyle K/N}.
2. Každá podgrupa grupy {\displaystyle G/N} má tvar {\displaystyle K/N} pro nějakou podgrupu {\displaystyle K} grupy {\displaystyle G} taková, že {\displaystyle N\subseteq K\subseteq G}.
3. Pokud {\displaystyle K} je normální podgrupa grupy {\displaystyle G} taková, že {\displaystyle N\subseteq K\subseteq G}, pak {\displaystyle G/N} má normální podgrupu izomorfní s {\displaystyle K/N}.
4. Každá normální podgrupa grupy {\displaystyle G/N} má tvar {\displaystyle K/N} pro nějakou normální podgrupu {\displaystyle K} grupy {\displaystyle G} takovou, že {\displaystyle N\subseteq K\subseteq G}.
5. Pokud {\displaystyle K} je normální podgrupa grupy {\displaystyle G} taková, že {\displaystyle N\subseteq K\subseteq G}, pak faktorová grupa {\displaystyle (G/N)/(K/N)} je izomorfní s {\displaystyle G/K}.

Za třetí větu o izomorfismu je někdy označováno jen poslední tvrzení. První čtyři tvrzení se často zahrnují pod níže uvedenou větu D, a říká se jim svazová věta, věta o korespondenci nebo čtvrtá věta o izomorfismu.

### Věta D (grupy)
Nechť {\displaystyle G} je grupa, a {\displaystyle N} normální podgrupa grupy {\displaystyle G}.
Kanonické projekce homomorfismu {\displaystyle G\rightarrow G/N} definuje bijektivní korespondence
mezi množinou podgrup grupy {\displaystyle G} obsahujících {\displaystyle N} a množinou (všech) podgrup grupy {\displaystyle G/N}. Při této korespondenci normální podgrupy odpovídají normálním podgrupám.
Tato věta se někdy nazývá věta o korespondenci, svazová věta nebo čtvrtá věta o izomorfismu.
Čtvrtou větou o izomorfismu se někdy nazývá Zassenhausovo lemma (motýlové lemma).

### Diskuze
První větu o izomorfismu lze vyjádřit v jazyce teorie kategorií tak, že kategorie grup je (normální epi, mono)-faktorizovatelná; jinými slovy normální epimorfismy a monomorfismy tvoří faktorizační systém kategorie. To je zachyceno v komutativním diagramu na okraji, který ukazuje objekty a morfismy, jejichž existenci lze odvodit z morfismu {\displaystyle f:G\rightarrow H}. Diagram ukazuje, že každý morfismus v kategorii grup má jádro ve smyslu teorie kategorií; libovolný morfismus f se dělí na morfismy {\displaystyle \iota \circ \pi }, kde ι je monomorfismus a π je epimorfismus (v konormální kategorii jsou všechny epimorfismy normální). To je znázorněno v diagramu objektem {\displaystyle \ker f} a monomorfismem {\displaystyle \kappa :\ker f\rightarrow G} (jádra jsou vždy monomorfismy), který doplňují krátkou exaktní posloupnost běžící z dolního levého rohu do horního pravého rohu diagramu. Použití konvence exaktní posloupnosti nás ušetří od nutnosti kreslit nulové morfismy z {\displaystyle \ker f} do {\displaystyle H} a {\displaystyle G/\ker f}.
Pokud je posloupnost rozdělena zprava (tj. existuje morfismus σ, který zobrazuje {\displaystyle G/\operatorname {ker} f} na {\displaystyle \pi }-vzor sebe sama), pak G je semidirektním součinem normální podgrupy {\displaystyle \operatorname {im} \kappa } a podgrupy {\displaystyle \operatorname {im} \sigma }. Pokud je rozdělen vlevo (tj. existuje nějaký {\displaystyle \rho :G\rightarrow \operatorname {ker} f} takové, že {\displaystyle \rho \circ \kappa =\operatorname {id} _{{\text{ker}}f}}), pak musí také být správně rozděleno, a {\displaystyle \operatorname {im} \kappa \times \operatorname {im} \sigma } je přímý součin rozklad grupy G. Obecně platí, že existence pravého rozdělení neznamená existenci levého rozdělení; ale v abelovské kategorii (např. v kategorii abelovských grup) jsou levé a pravé rozdělení ekvivalentní podle lemmatu o rozdělení, a pravé rozdělení je postačující pro získání rokladu přímého součtu grupy {\displaystyle \operatorname {im} \kappa \oplus \operatorname {im} \sigma }. V abelovské kategorii jsou také všechny monomorfismy normální, a graf lze rozšířit o druhou krátkou exaktní posloupnost {\displaystyle 0\rightarrow G/\operatorname {ker} f\rightarrow H\rightarrow \operatorname {coker} f\rightarrow 0}.
Ve druhé větě o izomorfismu je součin SN je spojením S a N ve svazové podgrupě grupy G, zatímco průnik S ∩ N je průsekem.
Lemma devíti zobecňuje třetí větu o izomorfismu na abelovské kategorie a obecnější zobrazení mezi objekty.

### Poznámka k číslování a jménům vět
Následující tabulka obsahuje čtyři věty označené A, B, C a D, které jsou obvykle číslované jako „První věta o izomorfismu“, „Druhá...“ atd.; ale různí autoři je číslují různě. V tabulce jsou uvedeny příklady vět o izomorfismu grup v literatuře. Všimněte si, že k těmto větám existují obdoby pro okruhy a moduly.
| Komentář           | Autor                          | Věta A                                                     | Věta B                                     | Věta C                                           |
| ------------------ | ------------------------------ | ---------------------------------------------------------- | ------------------------------------------ | ------------------------------------------------ |
| Žádná „třetí“ věta | Jacobson                       | Základní věta o homomorfismu                               | (Druhá věta o izomorfismu)                 | “často označovaná jako první věta o izomorfismu“ |
| Žádná „třetí“ věta | van der Waerden, Durbin        | Základní věta of homomorfismy                              | První věta o izomorfismu                   | Druhá věta o izomorfismu                         |
| Žádná „třetí“ věta | Knapp                          | (Žádné jméno)                                              | Druhá věta o izomorfismu                   | První věta o izomorfismu                         |
| Žádná „třetí“ věta | Grillet                        | věta o Homomorfismu                                        | Druhá věta o izomorfismu                   | První věta o izomorfismu                         |
| Tři číslované věty | (Jiné konvence než u Grilleta) | První věta o izomorfismu                                   | Třetí věta o izomorfismu                   | Druhá věta o izomorfismu                         |
| Tři číslované věty | Rotman                         | První věta o izomorfismu                                   | Druhá věta o izomorfismu                   | Třetí věta o izomorfismu                         |
| Tři číslované věty | Fraleigh                       | Základní věta o homomorfismu nebo první věta o izomorfismu | Druhá věta o izomorfismu                   | Třetí věta o izomorfismu                         |
| Tři číslované věty | Dummit & Foote                 | První věta o izomorfismu                                   | Druhá věta o izomorfismu (diamond theorem) | Třetí věta o izomorfismu                         |
| Nečíslované        | Milne                          | Věta o homomorfismu                                        | Věta o izomorfismu                         | Věta o korespondenci                             |
| Nečíslované        | Scott                          | Věta o homomorfismu                                        | Věta o izomorfismu                         | Freshmanova věta                                 |

Je méně běžný zahrnout Větu D, obvykle známou jako svazová věta nebo věta o korespondenci, jako jednu z vět o izomorfismu, pokud je však obsažena, je poslední.

## Okruhy
Tvrzení vět pro okruhy jsou podobná, ale pojem normální podgrupy je nahrazen pojmem ideálu.

### Věta A (okruhy)
Nechť {\displaystyle R} a {\displaystyle S} jsou okruhy, a nechť {\displaystyle \varphi :R\rightarrow S} je okruhový homomorfismus. Pak:
1. Jádro homomorfismu {\displaystyle \varphi } je ideál okruhu {\displaystyle R},
2. Obraz homomorfismu {\displaystyle \varphi } je podokruh okruhu {\displaystyle S}, a
3. Obraz homomorfismu {\displaystyle \varphi } je izomorfní s faktorokruhem {\displaystyle R/\ker \varphi }.

Speciálně pokud {\displaystyle \varphi } je surjektivní pak {\displaystyle S} je izomorfní s {\displaystyle R/\ker \varphi }.

### Věta B (okruhy)
Nechť R je okruh. Nechť S je podokruh okruhu R, a nechť I je ideál okruhu R. Pak:
1. Součet S + I = {s + i | s ∈ S, i ∈ I } je podokruh okruhu R,
2. Průnik S ∩ I je ideál podokruhu S, a
3. Podílové okruhy (S + I) / I a S / (S ∩ I) jsou izomorfní.

### Věta C (okruhy)
Nechť R je okruh, a I ideál okruhu R. Pak
1. Pokud {\displaystyle A} je podokruh okruhu {\displaystyle R} takový, že {\displaystyle I\subseteq A\subseteq R}, pak {\displaystyle A/I} je podokruh okruhu {\displaystyle R/I}.
2. Každý podokruh okruhu {\displaystyle R/I} má tvar {\displaystyle A/I} pro nějaký podokruh {\displaystyle A} okruhu {\displaystyle R} takový, že {\displaystyle I\subseteq A\subseteq R}.
3. Pokud {\displaystyle J} je ideál okruhu {\displaystyle R} takový, že {\displaystyle I\subseteq J\subseteq R}, pak {\displaystyle J/I} je ideál okruhu {\displaystyle R/I}.
4. Každý ideál okruhu {\displaystyle R/I} má tvar {\displaystyle J/I} pro nějaký ideál {\displaystyle J} okruhu {\displaystyle R} takový, že {\displaystyle I\subseteq J\subseteq R}.
5. Pokud {\displaystyle J} je ideál okruhu {\displaystyle R} takový, že {\displaystyle I\subseteq J\subseteq R}, pak podílový okruh {\displaystyle (R/I)/(J/I)} je izomorfní s {\displaystyle R/J}.

### Věta D (okruhy)
Nechť {\displaystyle I} je ideál okruhu {\displaystyle R}. Korespondence {\displaystyle A\leftrightarrow A/I} je inkluzi zachovávající bijekce mezi množinou podokruhů {\displaystyle A} okruhu {\displaystyle R}, které obsahují {\displaystyle I}, a množinou podokruhů okruhu {\displaystyle R/I}. Navíc {\displaystyle A} (podokruh obsahující {\displaystyle I}) je ideálem okruhu {\displaystyle R} právě tehdy, když {\displaystyle A/I} je ideálem okruhu {\displaystyle R/I}.

## Moduly
Tvrzení vět o izomorfismu pro moduly jsou zvláště jednoduchá, protože z libovolného podmodulu lze vytvořit podílový modul. Věty o izomorfismu vektorových prostorů (modulů nad komutativním tělesem) a Abelovy grupy (moduly nad {\displaystyle \mathbb {Z} }) jsou jeho speciálními případy. Pro konečněrozměrný vektorové prostory všechny tyto věty vycházejí z věty o dimenzích jádra a obrazu.
V následujícím textu bude „modul“ znamenat „R-modul“ pro nějaký pevný okruh R.

### Věta A (moduly)
Nechť M a N jsou moduly, a nechť φ : M → N je modulový homomorfismus. Pak:
1. Jádro homomorfismu φ je podmodul modulu M,
2. Obraz homomorfismu φ je podmodul modulu N, a
3. Obraz homomorfismu φ je izomorfní s podílovým modulem M / ker(φ).

Speciálně pokud φ je surjektivní pak N je izomorfní s M / ker(φ).

### Věta B (moduly)
Nechť M je modul, a nechť S a T jsou podmoduly modulu M. Pak:
1. Součet S + T = {s + t | s ∈ S, t ∈ T} je podmodul modulu M,
2. Průnik S ∩ T je podmodul modulu M, a
3. Podílové moduly (S + T) / T a S / (S ∩ T) jsou izomorfní.

### Věta C (moduly)
Nechť M je modul, T podmodul modulu M.
1. Pokud {\displaystyle S} je podmodul modulu {\displaystyle M} takový, že {\displaystyle T\subseteq S\subseteq M}, pak {\displaystyle S/T} je podmodul modulu {\displaystyle M/T}.
2. Každý podmodul modulu {\displaystyle M/T} má tvar {\displaystyle S/T} pro nějaký podmodul {\displaystyle S} modulu {\displaystyle M} takový, že {\displaystyle T\subseteq S\subseteq M}.
3. Pokud {\displaystyle S} je podmodul modulu {\displaystyle M} takový, že {\displaystyle T\subseteq S\subseteq M}, pak podílový modul {\displaystyle (M/T)/(S/T)} je izomorfní s {\displaystyle M/S}.

### Věta D (moduly)
Nechť {\displaystyle M} je modul, {\displaystyle N} podmodul modulu {\displaystyle M}. Existuje bijekce mezi podmoduly modulu {\displaystyle M}, který obsahuje {\displaystyle N} a podmoduly modulu {\displaystyle M/N}. Korespondence je dána vztahem {\displaystyle A\leftrightarrow A/N} pro všechny {\displaystyle A\supseteq N}. Tato korespondence komutuje s procesy nabývání součtů a průniků (tj. je svazovým izomorfismem mezi svazem podmodulů modulu {\displaystyle M/N} a svazem podmodulů modulu {\displaystyle M}, který obsahuje {\displaystyle N}).

## Univerzální algebra
Pro zobecnění této věty na univerzální algebru je nutné nahradit normální podgrupy relací shodnosti.
Kongruence na algebře {\displaystyle A} je relace ekvivalence {\displaystyle \Phi \subseteq A\times A}, která tvoří podalgebru algebry {\displaystyle A\times A} považovanou za algebru s operacemi po složkách. Je možné vytvořit množinu tříd ekvivalence {\displaystyle A/\Phi } do algebry stejného typu tím, že definujeme operaci pro reprezentanty tříd; tato operace bude korektně definovaná, protože {\displaystyle \Phi } je podalgebrou algebry {\displaystyle A\times A}. Výslednou strukturu nazýváme faktoralgebra nebo podílová algebra.

### Věta A (univerzální algebra)
Nechť {\displaystyle f:A\rightarrow B} je algebrový homomorfismu. Pak obraz homomorfismu {\displaystyle f} je podalgebrou algebry {\displaystyle B}, vztah daný {\displaystyle \Phi :f(x)=f(y)} (tj. jádrem homomorfismu {\displaystyle f}) je kongruence na {\displaystyle A}, a algebry {\displaystyle A/\Phi } a {\displaystyle \operatorname {im} f} jsou izomorfní. (Všimněte si, že v případě grup {\displaystyle f(x)=f(y)} právě tehdy, když {\displaystyle f(xy^{-1})=1}, takže se v tomto případě vracíme k pojmu jádra používanému v teorii grup.)

### Věta B (univerzální algebra)
Je dána algebra {\displaystyle A}, podalgebra {\displaystyle B} algebry {\displaystyle A}, a kongruence {\displaystyle \Phi } na {\displaystyle A}, nechť {\displaystyle \Phi _{B}=\Phi \cap (B\times B)} je stopa relace {\displaystyle \Phi } v {\displaystyle B} a {\displaystyle [B]^{\Phi }=\{K\in A/\Phi :K\cap B\neq \emptyset \}} kolekce tříd ekvivalence, které protínají {\displaystyle B}. Pak
1. {\displaystyle \Phi _{B}} je kongruence na {\displaystyle B},
2. {\displaystyle \ [B]^{\Phi }} je podalgebrou algebry {\displaystyle A/\Phi }, a
3. algebra {\displaystyle [B]^{\Phi }} je izomorfní s algebrou {\displaystyle B/\Phi _{B}}.

### Věta C (univerzální algebra)
Nechť {\displaystyle A} je algebra a {\displaystyle \Phi ,\Psi } dvě relace shodnosti na {\displaystyle A} takový, že {\displaystyle \Psi \subseteq \Phi }. Pak {\displaystyle \Phi /\Psi =\{([a']_{\Psi },[a'']_{\Psi }):(a',a'')\in \Phi \}=[\ ]_{\Psi }\circ \Phi \circ [\ ]_{\Psi }^{-1}} je kongruence na {\displaystyle A/\Psi }, a {\displaystyle A/\Phi } je izomorfní s {\displaystyle (A/\Psi )/(\Phi /\Psi ).}

### Věta D (univerzální algebra)
Nechť {\displaystyle A} je algebra a označíme {\displaystyle \operatorname {Con} A} množinu všech kongruencí na {\displaystyle A}. Množina
{\displaystyle \operatorname {Con} A} je úplný svaz uspořádaný inkluzí.
Pokud {\displaystyle \Phi \in \operatorname {Con} A} je kongruence, a {\displaystyle \left\langle \Phi ,A\times A\right\rangle \subseteq \operatorname {Con} A} budeme značit množinu všech kongruencí, které obsahují {\displaystyle \Phi } (tj. {\displaystyle \left\langle \Phi ,A\times A\right\rangle } je hlavní filtr v {\displaystyle \operatorname {Con} A}, který je navíc podsvazem), pak
zobrazení {\displaystyle \alpha :\left\langle \Phi ,A\times A\right\rangle \to \operatorname {Con} (A/\Phi ),\Psi \mapsto \Psi /\Phi } je svazový izomorfismus.